# 二氧化钌
二氧化钌是一种无机化合物，化学式 RuO2。这种黑色固体是钌最常见的氧化物。它用于电催化，合成氯气和氯的氧化物。 类似很多二氧化物， RuO2 为金红石 结构。

## 制备
二氧化钌可以由氧化三氯化钌而成。几乎整比的 RuO2 晶体可以由化学气相运输而成，运输剂为 O2：
RuO2  +  O2 ⇌  RuO4

## 用处
二氧化钌是Sumitomo-Deacon反应的催化剂。这个反应通过氧化氯化氢 来得到氯气。